# Reface
Reface és una aplicació d'intercanvi de rostres ucraïnesa, que permet als usuaris reemplaçar rostres en videos o GIF en segons. L'aplicació està basada en la tecnología GAN, que aconsegueix una alta resolució en generar imatges. Va ocupar el primer lloc en la part superior de l'App Store nord-americana, per davant de TikTok, Netflix i Amazon poc després del llançament. L'oficina central de l'empresa es troba a Kíev.

## Descripció
Reface ha creat una xarxa neuronal universal per reemplaçar tots els rostres humans possibles. La xarxa neuronal s'ha entrenat amb milions d'imatges que estan disponibles gratuïtament. La tecnologia de l'aplicació pot canviar les característiques del rostre, tenint una foto, que es transforma especialment en les anomenades incrustacions de rostres. És un conjunt anònim de nombres que descriu les característiques del rostre d'una persona que ho distingeixen d'altres persones.
Per aconseguir el realisme de la imatge, Reface utilitza la tecnologia GAN, que proporciona una alta resolució d'imatge.
La foto presa per l'usuari per reemplaçar el rostre s'elimina de la plataforma Google Cloud en 24 hores.

## Història
En 2011, els estudiants de l'Acadèmia Kíev-Mohyla, Roman Mohylnyi, Oles Petriv i Yaroslav Boyko van fundar la startup ML Neocortext. Era la startup, l'empresa es dedicava a l'aprenentatge automàtic: des de treballar amb la semàntica del text fins al contingut visual.
En 2013, Denys Dmytrenko es va unir a l'equipo fundador, en 2018 Kyrylo Syhyda i en 2019 Yaroslav Shvets amb Ivan Altsybeiev. Al 2016, l'equip va desenvolupar una xarxa neuronal que converteix automàticament video 2D a 3D. Això va impulsar l'inici del treball amb la tecnologia d'intercanvi de rostres. Al 2018, van llançar el primer servei basat en aquesta xarxa neuronal, i l'anomenaren Reflect.tech.
El gener de 2020, l'equip va crear l'aplicació Doublicat, en la qual l'usuari podia canviar rostres en gifs. Més de 600 mitjans mundials van escriure sobre Doublicat, inclosos Forbes, Mashable, The Verge, TNW i The Sun.
Més endavant, en l'aplicació va aparèixer la funció de reemplaçar el rostre en el video i l'aplicació va passar a anomenar-se Reface.
Al setembre de 2020, Reface va aconseguir 42 milions de descàrregues en la App Store. Els usuaris de Reface inclouen celebritats com Miley Cyrus, Joe Rogan, Snoop Dogg, Britney Spears, Dua Lipa, Chris Brown i Justin Bieber, entre d'altres.

## Politíca de privacitat
El mitjà The Independent va aprofundir en la política de privacitat de Reface. Teòricament l'empresa recopila dades de les característiques facials per separat de les fotos per proporcionar el servei bàsic de l'aplicació, però la companyia no utilitza les imatges i les seves funcions facials per cap motiu que no sigui per proporcionar l'intercanvi de rostres de Reface.
Reface conserva les fotos durant 24 hores després de la sessió d'edició, abans de suprimir-les. Les dades de les funcions facials s'emmagatzemen al servidor Reface durant un període limitat de 30 dies naturals després del darrer ús de l'aplicació. En cap cas Reface fa el contingut penjat per al reconeixement facial, ja que en teoria no introdueix les tecnologies de reconeixement facial ni altres mitjans tècnics per al processament de dades biomètriques i per a la identificació o autenticació exclusiva d'un usuari. Reface també és ferm en afirmar que el servei que ofereix no utilitza el reconeixement facial, dient que "recopila dades de trets facials que no són dades biomètriques".

## Tecnologia GAN
Les Xarxes generatives antagòniques (RGAs), també conegudes com a GANS en anglès, són una classe d'algoritmes d'intel·ligència artificial que s'utilitzen en l'aprenentatge no supervisat, implementades per un sistema de dues xarxes neuronals que competeixen mútuament en una mena de joc de suma zero. Van ser presentades per Ian Goodfellow, estudiant de doctorat a la Universitat de Mont-real (Canadà), al 2014.
Aquesta tècnica pot generar fotografies que semblen autèntiques a observadors humans. Per exemple, una fotografia sintètica d'un gat que aconsegueixi enganyar el discriminador (una de les parts funcionals de l'algoritme), és probable que porti a una persona qualsevol a acceptar-ho com una fotografia real.
El codi que dona origen a les GAN consta, principalment, de dues xarxes: una de les xarxes, la generadora, aprèn a crear imatges; l'altra, la discriminadora, les avalua per decidir si són reals o no. La xarxa generadora va millorant les seves creacions per intentar enganyar la discriminadora, que al seu torn perfecciona la seva capacitat de distingir entre el real i l'artificial. A diferència de les xarxes generadores sense un oponent, les GAN poden entrenar-se amb només uns pocs centenars d'imatges. A la pràctica, un conjunt de dades conegudes serveix com a coneixements de partida per a la xarxa discriminadora. Entrenar aquesta xarxa implica presentar-li mostres del conjunt de dades, fins que aconsegueix algun nivell d'exactitud. Les mostres sintetitzades pel generador són avaluades pel discriminador. D'aquesta manera el generador produeix imatges progressivament millors, mentre el discriminador es refina cada vegada més a l'hora de distingir aquestes imatges sintétiques.

## Assoliments
- 13 de gener de 2020: va rebre el premi Producte de la setmana en Product Hunt.[23] En sis mesos, el nombre de descàrregues en l'App Store ha superat els 27 milions.[24]
- 31 d'agost de 2020: Reface es va convertir en la primera aplicació ucraïnesa a ocupar el primer lloc a l'AppStore dels EUA i en altres 17 països.[4][25]